# Atarba (Atarba) laddeyana
Atarba (Atarba) laddeyana is een tweevleugelige uit de familie steltmuggen (Limoniidae). De soort komt voor in het Neotropisch gebied.